# 北美电话区号212，646和332

蓝色区域是纽约州；红色区域是区号212，646和332；它也被包含整个纽约市的区号917覆盖。

区号212、646和332是北美地区电话号码计划中覆盖纽约市曼哈顿大部分的电话区号。按区域划分，它是最小的电话区号区域(NPA)之一。这三个区号形成一个重叠电话区号，并且还被区号917——包含整个纽约市的电话区号覆盖。区号212是1947年分配给整个城市的原始区号。在1985年将212限制为仅限曼哈顿，区号646（MHN，曼哈顿缩写）于1999年添加。2015年，区号332被添加到曼哈顿。

## 市场声誉
具有区号212的企业通常被认为具有曼哈顿的声望和稳定性，特别的是如果某个号码已经使用了几十年。一个示例是PEnnsylvania 6-5000（目前为212-736-5000），这是中城宾夕法尼亚酒店的电话号码。酒店声称这是纽约市连续使用的最古老的电话号码。这种说法是有争议的，但PENnsylvania 6-5000确实出现在1940 年格伦米勒管弦乐队的歌曲标题中。   
区号212中可用电话号码的稀缺性，加上它是该城市的原始区号，导致区号212被一些曼哈顿居民认为是享有盛誉的区号。
2010年8月，AT&T报告说区号212中没有可用的新号码。几年前，曼哈顿的新固定电话开始分配区号917（或 646）号码。现在获得区号212的人在建立服务或使用可以购买带有区号的电话号码的网站时必须依靠抽签的运气，他们可以携号转网到固定电话或手机服务中。